# 王宝明
王 宝明（王寶明、おう ほうめい、孝建2年（455年）- 天監11年11月27日（512年12月20日））は、南朝斉の文恵太子蕭長懋の妃。鬱林王蕭昭業の母。宣徳皇太后と尊称され、文安皇后の諡号を贈られ追尊された。本貫は琅邪郡臨沂県。

## 経歴
宋の太宰祭酒の王曄之（王韶之の子）と桓氏（豊安県君）の間の娘として生まれた。蕭長懋の妻として迎えられた。元徽2年（474年）、桂陽王劉休範が反乱を起こし、蕭道成が新亭にいたとき、自邸が反乱軍に襲撃されたことがあった。蕭長懋と蕭子良は裴恵昭や庾妃や宝明を連れて宝明の兄の王昺の家に送り届け、反乱が鎮圧されるまでのあいだ身をひそめた。
建元元年（479年）、斉が建てられると、南郡王妃となった。建元4年（482年）、皇太子妃となった。太子の寵愛はなく、簡素な生活を送った。永明11年（493年）、皇太孫太妃となった。
蕭昭業が即位すると、皇太后に立てられ、宣徳宮と称され、30人の情夫を侍らせた。建武元年（494年）、蕭鸞が即位すると、宮中を出て鄱陽王の旧居に住んだ。永元3年（501年）、蕭衍が建康を占領すると、宝明は再び宮中に迎えられて称制した。翌年、斉の和帝から蕭衍に帝位が禅譲され、梁が建てられた。天監11年（512年）11月、死去した。享年は58。崇安陵に葬られ、安皇后と追諡された。

## 伝記資料
- 『南斉書』巻20 列伝第1
- 『南史』巻11 列伝第1